# Elecciones generales de Senegal de 1988
Las elecciones generales de Senegal de 1988 se realizaron el 28 de febrero del mismo año, donde el presidente en ejercicio, Abdou Diouf logró ser reelegido en primera ronda electoral. En la oportunidad además coincidió la elección de la Asamblea Nacional, donde se renovaron los 120 escaños parlamentarios, los que fueron dominados por el Partido Socialista con 103 diputados.

## Sistema electoral

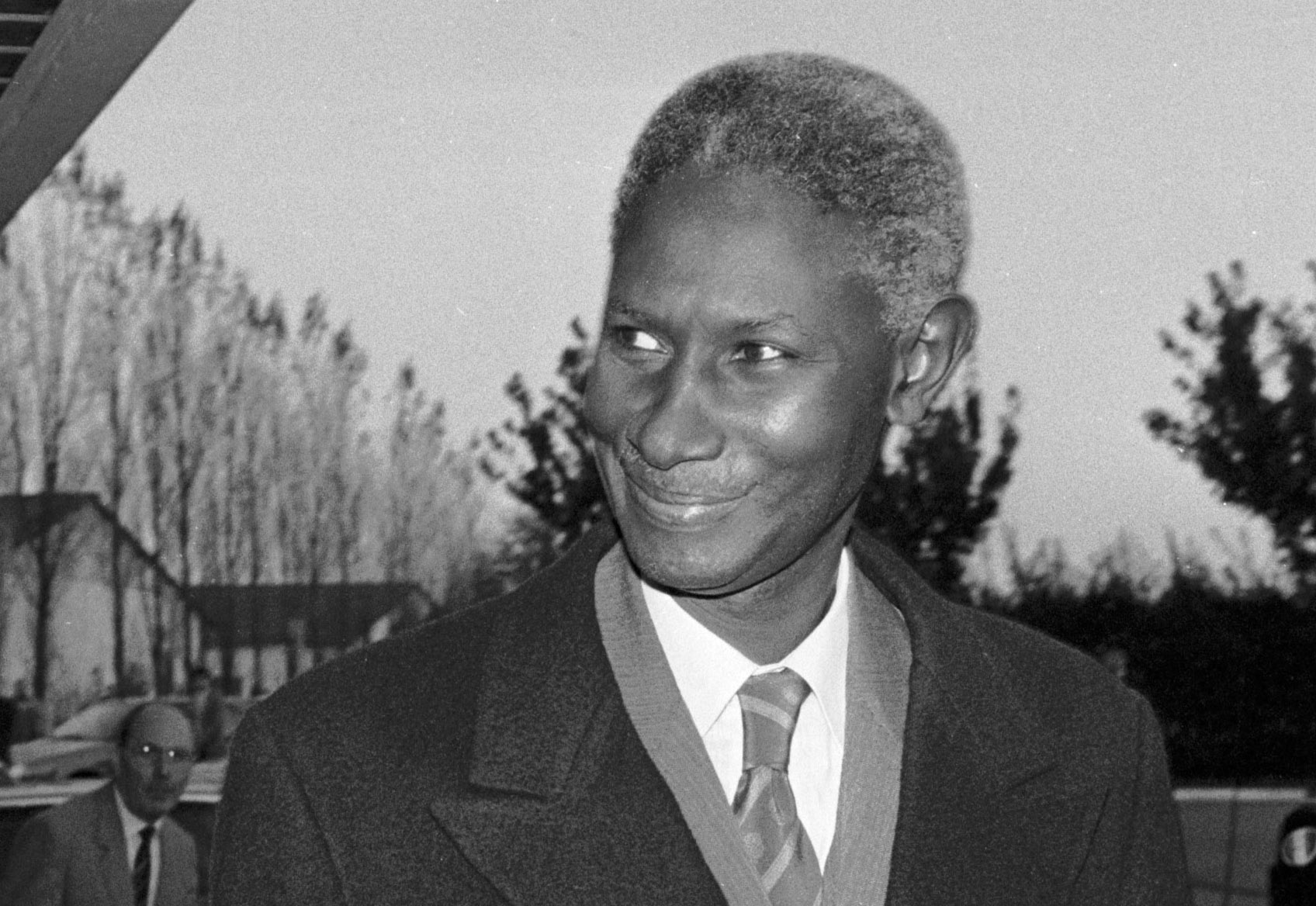
Presidente Abdou Diouf, fotografía recién electo en 1988.

Todos los ciudadanos de al menos 21 años de edad y en pleno uso de sus derechos civiles y políticos tienen derecho a voto. Se descalifican de este derecho a los condenados por delito de pena de prisión. Los miembros de las fuerzas armadas en servicio activo, así como la policía y los funcionarios de aduanas y los de penitenciaría no pueden votar mientras ocupen sus cargos.
El registro electoral es obligatorio, pero el voto es voluntario. Cada inscrito para votar es elegible para la elección de la Asamblea Nacional. Los extranjeros nacionalizados y mujeres que han adquirido la nacionalidad senegalesa por matrimonio, solo son elegibles tras un período de 10 años a partir de la naturalización, pero si pueden votar desde el momento de tener la nacionalidad y cumplir con los demás requisitos.
Las listas de candidatos parlamentarios debe ser presentada por algún partido político a más tardar 60 días antes de las fechas de las elecciones, acompañado de un depósito monetario de CFA $ 3.000.000. La suma se reembolsa al partido si la lista obtiene al menos 5% de los sufragios en las elecciones.
El Presidente de la República se elige por mayoría absoluta. Si ningún candidato logra superar el 50% se debe efectuar una segunda vuelta o balotaje, entre los dos mayorías relativas. Por su parte, la Asamblea Nacional es elegida por un sistema mixto de listas partidistas y voto de mayoría, además de una cifra repartidora de representación proporcional. Así 60 diputados se eligen individuales designados por voto mayoritario, 30 diputados por representación proporcional y distribuidos en conformidad a las listas. Los últimos 30 se reparten entre los candidatos de la lista que obtuvo hasta ahí, mayor cantidad de parlamentarios.

## Campaña

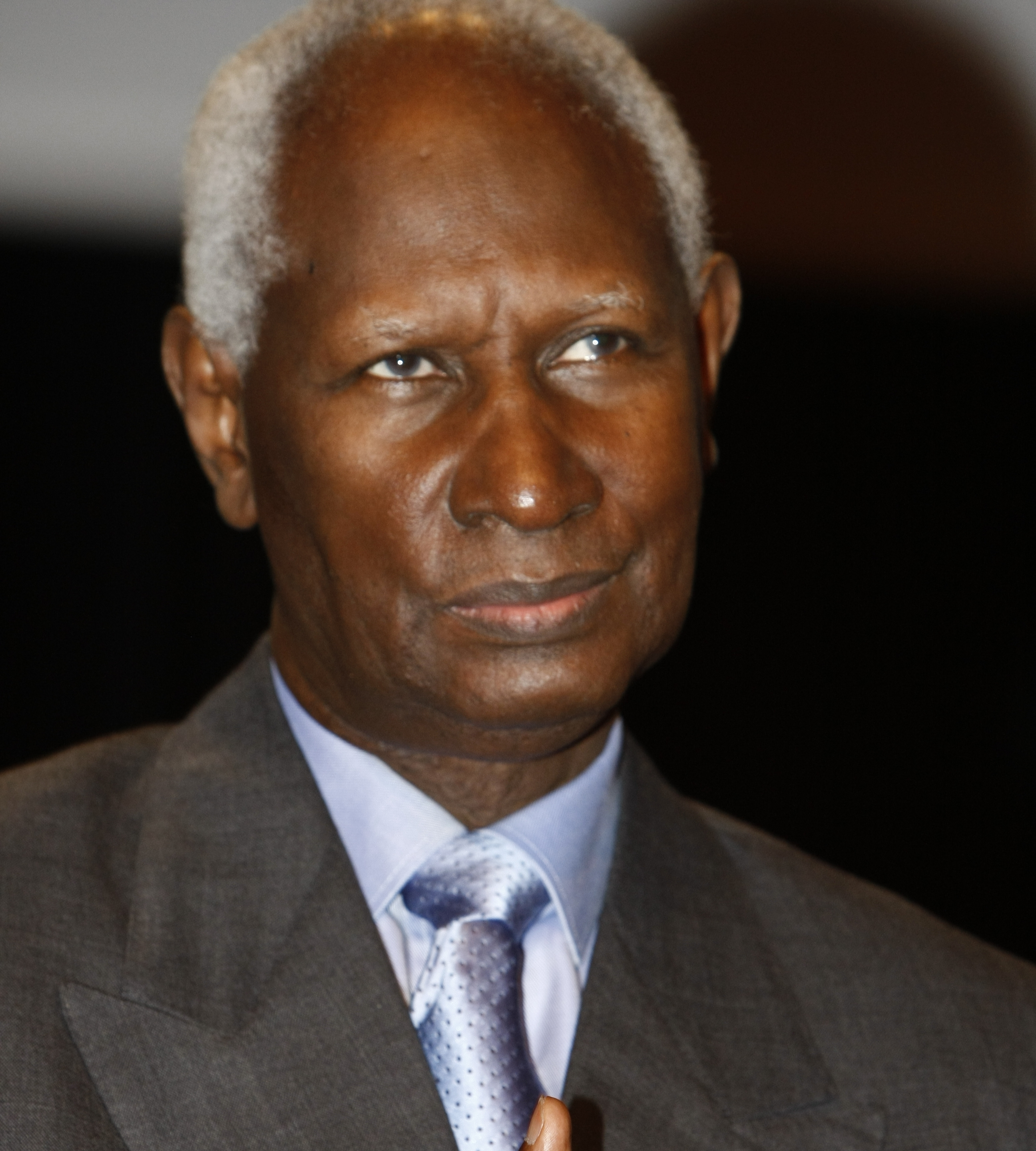
Abdou Diouf

Abdou Diouf ocupó todos los servicios del estado para apoyar su candidatura. Los medios de comunicación eran parciales, solo documentaban las actividades del Presidente en ejercicio. Esta acción fue denunciada por la oposición, pero no existían en Senegal instituciones revisoras de la transparencia, ni siquiera la Comisión Electoral era independiente, dependía directamente del nombramiento del Ejecutivo.
El dinero obligado al depósito de las listas parlamentarias, mermaba los recursos partidarios para generar una oposición real a la opción del Partido Socialista Senegalés, que gobierna desde la independencia (1960).
El principal partido opositor fue el Partido Democrático Senegalés, encabezado por Abdoulaye Wade, quien lograría la segunda mayoría con 25,80% de los sufragios. Su postura de férrea oposición le ganó la confianza de los países occidentales que buscaron apoyarle financieramente para la campaña presidencial, pero no logró ganar.
El gobierno no aceptó la presencia de observadores extranjeros en estas elecciones, pero la oposición logró instalar en cada uno de los colegios electorales monitores de transparencia, los cuales denunciaron un sinfín de irregularidades que fueron finalmente desestimadas por la Comisión Electoral.

## Resultados

### Presidenciales
|  | 99,6 % |

|  | 0,4 % |

|  | 100,0 % |

|  | 58,8 % |

|  | 73,2 % |

|  | 25,8 % |

|  | 0,7 % |

|  | 0,3 % |

### Parlamentarias
|  | 99,6 % |

|  | 0,4 % |

|  | 100,0 % |

|  | 57,8 % |

|  | 71,34 % |

|  | 24,74 % |

|  | 1,41 % |

|  | 1,18 % |

|  | 0,84 % |

|  | 0,49 % |